# Robert Todd Lincoln

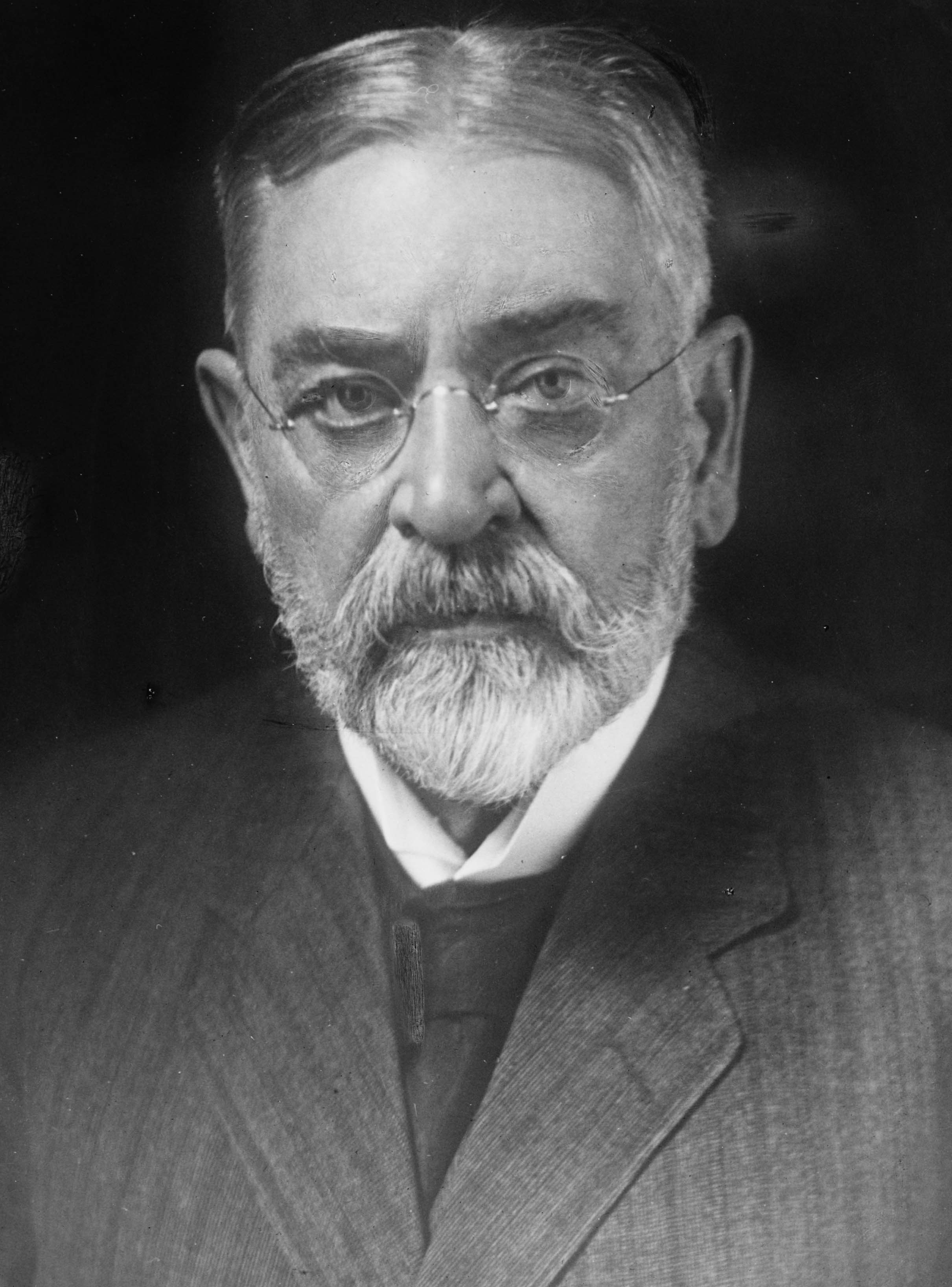
Robert Todd Lincoln

Robert Todd Lincoln (* 1. August 1843 in Springfield, Illinois; † 26. Juli 1926 in Manchester, Vermont) war ein US-amerikanischer Jurist, Unternehmer, Diplomat und Politiker (Republikanische Partei). Er war der älteste von vier Söhnen des US-Präsidenten Abraham Lincoln und dessen Frau Mary und der einzige, der das Erwachsenenalter erreichte. 

## Leben
Robert Lincoln graduierte an der Phillips Exeter Academy und studierte anschließend von 1861 bis 1864 an der Harvard University, wo er sich in der juristischen Fakultät einschrieb. Er war Mitglied der Studentenverbindung Delta Kappa Epsilon. 
Er beendete die Studien in Harvard jedoch nicht, sondern schloss sich zunächst der Unionsarmee an. Im Rang eines Captains diente er im Bürgerkrieg im Stab Ulysses S. Grants, in einer Position, in der er von direkten Kampfhandlungen nicht betroffen war. In dieser Stellung war er im Gefolge Grants bei der Unterzeichnung der Kapitulation der Südstaatenarmee durch die Generäle Grant und Robert E. Lee am 9. April 1865 im Haus des Farmers Wilmer McLean dabei und war bei seinem Tod der letzte noch lebende Zeuge der Kapitulation. 1863 (nach anderen Quellen 1864) rettete ihm Edwin Booth das Leben, der Bruder des späteren Mörders von Abraham Lincoln, John Wilkes Booth. Robert Lincoln war auf einem Bahnsteig in Jersey City zwischen zwei Waggons eines haltenden Zuges geraten; Booth reichte ihm eine Hand und half ihm heraus.
Unmittelbar nach dem Attentat auf Abraham Lincoln besuchte er seinen sterbenden Vater im Petersen House gegenüber Ford’s Theatre. Lincoln war später auch Augenzeuge oder in der unmittelbaren Umgebung des Tatorts, als die Mordanschläge auf die Präsidenten James A. Garfield und William McKinley in den Jahren 1881 beziehungsweise 1901 verübt wurden.
Nach der Ermordung seines Vaters im April 1865 zog er mit seinem Bruder Thomas (Tad) Lincoln (1853–1871) und seiner Mutter nach Chicago um. Dort nahm er seine Jurastudien an einem Baptisten-Kolleg wieder auf, der Vorgängereinrichtung der heutigen University of Chicago. Er beendete diese Ausbildung am 25. Februar 1867 erfolgreich. Ein Jahr später heiratete er Mary Eunice Harlan, die Tochter des Senators James Harlan. Sie hatten zwei Töchter und einen Sohn: 

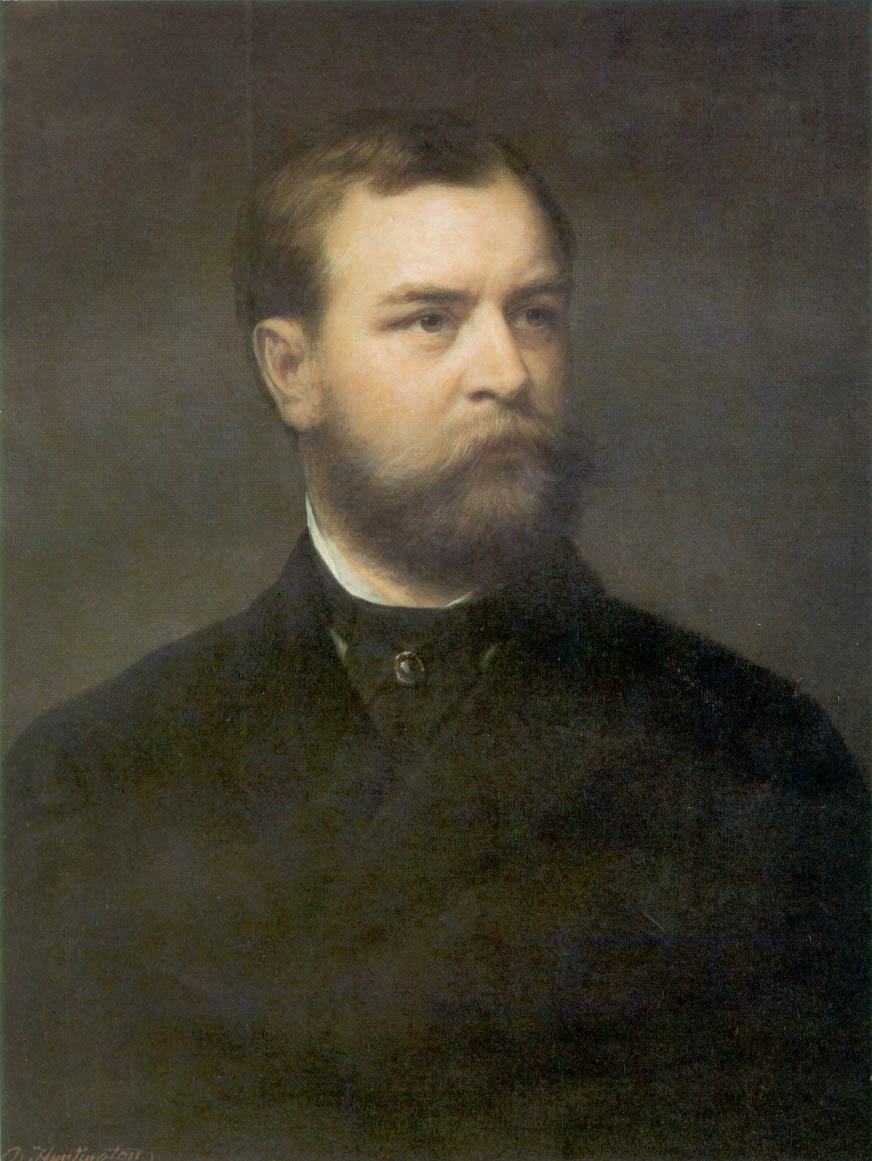
Robert Todd Lincoln (Porträt von Daniel Huntington, 1885)

- Mary (genannt Mamie, * 15. Oktober 1869; † 21. November 1938)
- Abraham (genannt Jack, * 14. August 1873; † 5. März 1890)
- Jessie Harlan Lincoln (* 6. November 1875; † 4. Januar 1948)

1875 kam es zu einer harten Auseinandersetzung zwischen Lincoln und seiner Mutter. Weil Lincoln deren Lebensweise als zunehmend exzentrisch empfand, strengte er 1875 ein Gerichtsverfahren gegen sie an, um Kontrolle über ihre Finanzen zu erhalten. Lincolns Mutter wurde daraufhin in eine psychiatrische Einrichtung in Batavia, Illinois eingewiesen, nach drei Monaten jedoch wieder entlassen. Das Zerwürfnis war endgültig.
1877 lehnte Lincoln ein Angebot des Präsidenten Rutherford B. Hayes ab, der ihm ein hohes Amt im Außenministerium angeboten hatte. Stattdessen wurde er von 1881 bis 1885 unter den Präsidenten James A. Garfield und Chester A. Arthur Kriegsminister. Schließlich diente er von 1889 bis 1893 als US-Botschafter im Vereinigten Königreich.
Danach arbeitete Lincoln wieder als Rechtsanwalt. Nach dem Tod von George Mortimer Pullman 1897 wurde er amtierender Präsident der Pullman Palace Car Company und 1901 deren ständiger Präsident. Dieses Amt übte er bis zu seinem Ruhestand 1911 aus. Anschließend übte er bis zum 14. Januar 1922 das Amt des Vorstandsvorsitzenden aus. Seinen letzten öffentlichen Auftritt hatte er am 30. Mai 1922 bei der Einweihung des Lincoln Memorial in Washington, D.C., bei der auch der US-Präsident Warren G. Harding, sowie der ehemalige Präsident und zu der Zeit amtierende Oberste Bundesrichter William Howard Taft anwesend waren.
1902 kaufte Lincoln 500 Morgen Land in Manchester, Vermont, und baute darauf ein Landhaus als Sommersitz, das er „Hildene“ nannte. Hier spielte er Golf und beobachtete den Sternenhimmel. 1911 verkaufte er sein Haus in Chicago und kaufte ein 3-stöckiges Steinhaus in Washington, D.C. Von da an fuhr er im Frühjahr nach „Hildene“ und kam im Herbst zurück nach Washington. Die Lincolns benutzten für ihre Hin- und Rückfahrt ihren privaten Pullman-Wagen, der „Advance“ hieß.

## Politische Positionen
Robert Todd Lincoln gehörte wie sein Vater der Republikanischen Partei an. Nach dem Amerikanischen Bürgerkrieg teilte er die Ansichten der Radikalen Republikaner und lehnte die Idee, den ehemaligen Sklavenbesitzern den Verlust ihrer Sklaven aus Steuermitteln zu entschädigen, ab.

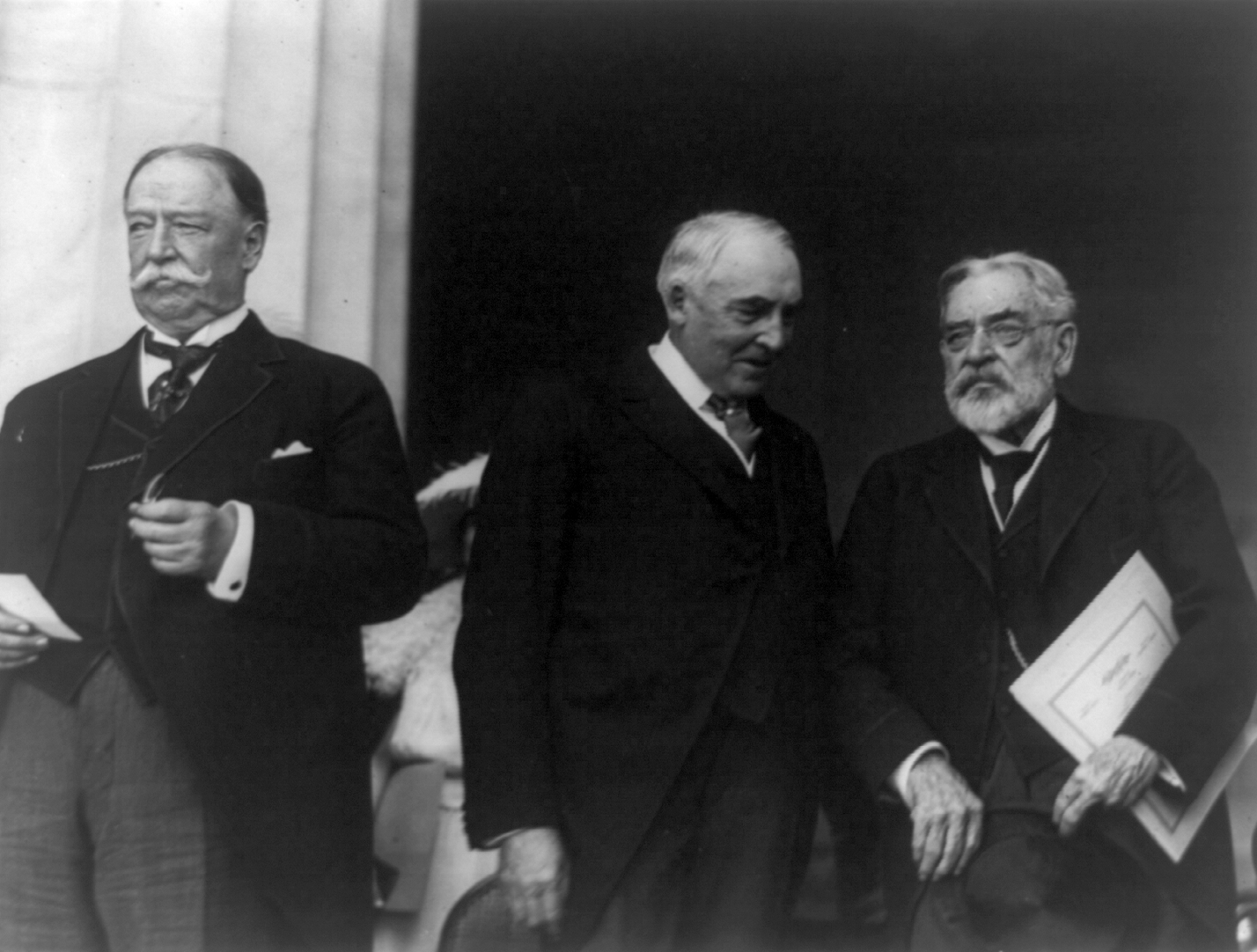
William Howard Taft, Warren G. Harding und Robert Todd Lincoln am Lincoln Memorial (1922)

Lincoln gehörte dem konservativen Flügel der Republikanischen Partei an und unterstützte u. a. die Präsidentschaftskandidaten Ulysses S. Grant in den Jahren 1868 und 1872 sowie Rutherford B. Hayes im Jahre 1876. Das Anwachsen der Gewerkschaftsbewegung lehnte er entschieden ab und kritisierte heftig im Jahre 1893 John Peter Altgeld, den Gouverneur von Illinois, für einen Gnadenerlass für verurteilte Männer, die während des sogenannten Haymarket Riot an einem Bombenanschlag beteiligt gewesen seien, nach Ansicht von Altgeld jedoch unschuldig waren. Auch unterstützte Lincoln seinen Freund George Mortimer Pullman während des Pullman-Streiks im Jahre 1894. 
Bei der Präsidentschaftswahl im Jahre 1912 unterstützte Lincoln den konservativen Republikaner und amtierenden Präsidenten William Howard Taft. Während des Wahlkampfes veröffentlichte Taft einen Brief von Robert Todd Lincoln, in dem dieser Theodore Roosevelt scharf für dessen direktdemokratische Ideen kritisierte. 
Dieser unterlag zuvor bei der Kandidatur zum Präsidentschaftskandidaten beim Republican National Convention gegen Taft und gründete danach mit seinen Anhängern die Progressive Party, als deren Kandidat er antrat. In dem Brief verteidigte Lincoln nicht nur die repräsentative Demokratie, sondern warf Roosevelt auch vor, da dieser behauptete im Sinne von Abraham Lincoln zu handeln, die Worte seines Vaters zu verdrehen. Lincoln betonte, dass sein Vater loyal zur US-Verfassung, die auf dem Fundament der repräsentativen Demokratie aufgebaut wurde, stand und glaubte, dass wenn sein Vater noch leben würde, dieser solche Ansichten, wie sie von Roosevelt vertreten wurden, verabscheuen würde. Lincoln glaubte, dass Town Meetings wie in Neuengland eine gute Sache wären, aber in größeren Städten oder Staaten würde die Regierungsform der direkten Demokratie zu Chaos und zur Diktatur führen. Auch die progressive Politik von Woodrow Wilson, der als Sieger aus der Präsidentschaftswahl von 1912 hervorging, lehnte Lincoln ab.

## Tod
Lincoln starb am 26. Juli 1926 in Manchester. Vorübergehend wurde er dort beerdigt, fand aber seine letzte Ruhestätte am 14. März 1928 auf dem Nationalfriedhof Arlington.

## Weiterführende Literatur
- Jason Emerson: Giant in the Shadows. The Life of Robert T. Lincoln. Southern Illinois University Press, Carbondale IL u. a. 2012, ISBN 978-0-8093-3055-3.